# 東里法足球會
東里法足球會（阿拉伯語：نادي الرفاع الشرقي）是一家位於巴林的足球俱樂部，現時參加巴林超級足球聯賽。創立於1958年，並在1994年奪得聯賽冠軍。近年，2011-2012年賽季降入次級聯賽，但在2013-2014年賽季贏得次級聯賽冠軍，重返超級聯賽。2014年贏得國王盃和超級盃。

## 榮譽
- 巴林超級足球聯賽

 冠軍： (1)  1994
- 巴林國王盃

 冠軍： (3)  1999 , 2000 , 2014
- 巴林足總盃

 冠軍： (1)  2019
- 巴林超級盃

 冠軍： (1)  2014